# Dave East
Dave East, pseudonimo di David Brewster, Jr. (New York, 3 giugno 1988), è un rapper e attore statunitense.
Ha attirato l'attenzione nel 2014 dal suo mixtape Black Rose. Dalla sua uscita, East è stato firmato per l'etichetta del rapper Nas, Mass Appeal Records, e successivamente in collaborazione con la Def Jam Recordings. Nel 2016, East è stato scelto come parte della Freshman Class 2016 della rivista XXL.

## Biografia
Nato e cresciuto a New York da famiglia originaria delle Bahamas e della Repubblica Dominicana, passa la sua infanzia e una parte dell'adolescenza tra Harlem e Queensbridge.
Prima di dedicarsi completamente alla musica rap, Dave sembra destinato alla carriera come giocatore di basket professionista: alle scuole superiori partecipa ai tornei organizzati dalla Amateur Athletic Union (AAU), avendo occasione di giocare con molti futuri campioni NBA tra cui Kevin Durant e Michael Beasley, ottenendo anche la menzione d'onore sul Washington Post. Successivamente ottiene una borsa di studio grazie a cui frequenta per un periodo l'università di Richmond (Virginia) e poi la Towson University di Baltimora, giocando in Division I (la massima serie dei tornei universitari); a fine stagione 2009-2010 abbandona per via di risultati negativi e cattivi rapporti con l'allenatore, immischiandosi anche in attività illegali che lo portano all'incarcerazione per 6 mesi.
In carcere si converte all'Islam grazie al suo compagno di cella, cambiando così la propria vita. Uscito di prigione, Dave inizia a dedicarsi seriamente alla musica rap, che fino ad allora è stata solo una semplice passione. Nel 2010 pubblica il suo primo mixtape, dal titolo Change of Plans. Successivamente pubblica altri lavori, ma è con Gemini (del 2013) e Black Rose (del 2014) che Dave inizia a farsi notare ad alti livelli: nel 2014 viene contattato da Nas che lo mette sotto contratto con la sua etichetta Mass Appeal.
A ottobre 2015 pubblica il mixtape Hate Me Now con Mass Appeal, lavoro molto apprezzato da pubblico e critica e che vede collaborazioni con capisaldi del rap newyorkese e americano come lo stesso Nas, Styles P, Pusha T e Jadakiss. Nel frattempo inizia anche a pubblicare una serie di remix su YouTube e Soundcloud utilizzando le strumental di brani rap e R&B di successo, chiamandoli Eastmix.
Nel 2016, il magazine americano XXL include Dave East nella Freshman Class 2016, rassegna annuale dei migliori new-comer della scena rap americana destinati ad avere grande successo. A settembre pubblica lo street album Kairi Chanel, il cui titolo è un omaggio alla figlia (che si chiama appunto Kairi Chanel); il disco raggiunge la terza posizione nella classifica Top R&B/Hip hop Albums di Billboard. Nello stesso anno firma anche un accordo con l'etichetta Def Jam per la pubblicazione degli album successivi.
Nel 2017 annuncia l'uscita del suo disco sotto la produzione esecutiva di Nas, con collaborazioni con Drake e il producer No I.D. Il lavoro è anticipato dall'ep Paranoia: A True Story, pubblicato il 18 agosto per Mass Appeal/Def Jam, che vede collaborazioni con Young Jeezy, Wiz Khalifa, French Montana e produzioni, tra gli altri, di Harry Fraud e 808 Mafia; il concept dell'ep è incentrato sul fatto di vivere la vita che ha sempre sognato ma anche sulla paura di perdere quanto raggiunto. A novembre pubblica il mixtape Karma e a dicembre annuncia l'uscita di Paranoia 2, prevista per gennaio 2018.
Paranoia 2 esce il 16 gennaio 2018 sotto etichetta Def Jam/Mass Appeal e ottiene un ottimo riscontro da parte della critica; il lavoro contiene 15 tracce e collaborazioni di Lloyd Banks, T.I., Tory Lanez e produzioni, tra gli altri, di Illmind e DJ Khalil. Nello stesso giorno il rapper inizia il Paranoia 2 Tour, esibendosi all'Irving Plaza di New York.
A marzo 2018 viene dedicato a Dave East e Nas uno degli episodi di Rapture, serie Netflix prodotta da Mass Appeal e composta da documentari incentrati su alcuni dei protagonisti della scena rap americana attuale.
Il 5 ottobre 2018 pubblica l'album Beloved, realizzato insieme a Styles P.
Nel 2019 prende parte al cast di Wu-Tang: An American Saga, serie televisiva che narra l'ascesa del leggendario collettivo di artisti hip hop newyorkesi, il Wu-Tang Clan, in cui interpreta Method Man. Il 2 agosto pubblica due singoli (Wannabe a G con Max B ed Everyday con Gunna) che anticipano il suo album ufficiale Survival, in uscita nel 2019 dopo un lungo periodo di lavorazione.
East ha anche iniziato il suo primo tour mondiale in uscita dell'album, intitolato Survival Tour che si è svolto dal 22 novembre 2019 al 20 dicembre 2019.

## Ispirazioni
Dave East è considerato erede dei grandi rapper East Coast per via dei suoi testi complessi e degli storytelling sulla vita di strada, accompagnati da credibilità (pur non mancando testi autocelebrativi e sonorità più attuali). Lui stesso ammette di ispirarsi a rapper come Nas, Notorious Big, Styles P, Tupac, DMX, Jadakiss, Raekwon e ai Dipset.

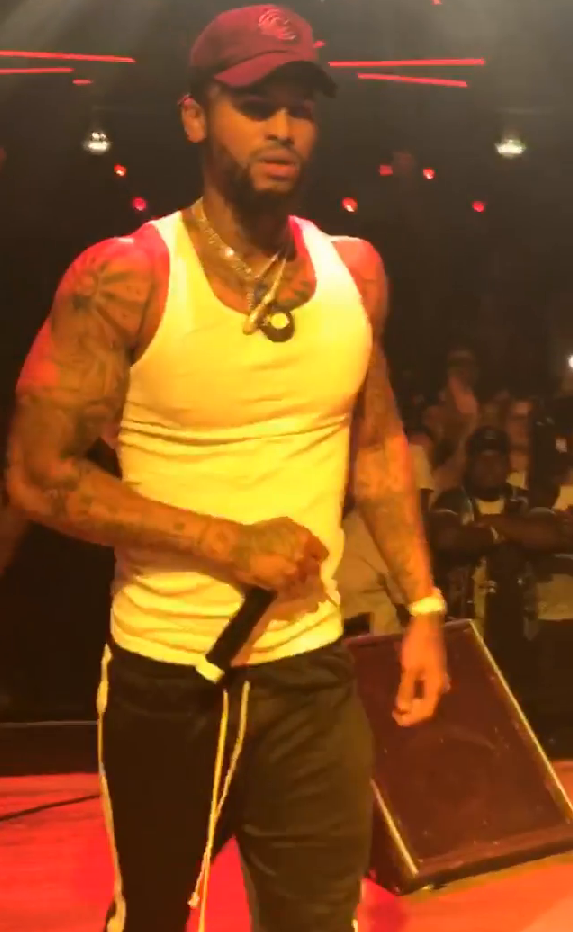
Dave East nel 2017

## Vita privata
East da adolescente si unì ai Rollin '30 Harlem Crips. Un sottoinsieme della banda Crips più grande. East iniziò a scontare una pena detentiva e durante questo periodo si convertì all'Islam e si considerò un musulmano. Poco dopo essere stato scarcerato, East scoprì che la sua ragazza all'epoca era incinta di suo figlio. Sua figlia, Kairi Chanel Brewster, è nata il 9 marzo 2016.

## Discografia

### Album
- 2016 – Kairi Chanel (street album)
- 2018 – Beloved (con Styles P)
- 2019 – Survival
- 2021 - Hoffa (con Harry Fraud)
- 2022 - "HDIGH"
- 2023 - "Book of David" (con Buda & Grandz e DJ Drama)
- 2023 - "Fortune Favors the Bold"
- 2023 - "30 For 30" (con Cruch Calhoun)
- 2024 - "FOR THE LOVE" (con Scram Jones)
- 2024 - "APT 6E" (con Mike & Keys)
- 2024 - "Living Proof" (con araabMUZIK)
- 2025 - "The Final Call" (con Ransom)

### EP
- 2016 - Born Broke, Die Rich (con Kur)

### Mixtape
- 2010 - Change of Plans
- 2011 - Insomnia
- 2011 - American Greed
- 2011 - Don't Sleep
- 2012 - No Regrets
- 2013 - Gemini
- 2014 - Black Rose
- 2014 - Straight Outta Harlem
- 2015 - Hate Me Now
- 2017 - Karma
- 2017 - Paranoia: A True Story
- 2018 - Karma 2
- 2018 - Paranoia 2
- 2020 - Karma 3

### Singoli
- 2019: Everyday feat Gunna
- 2019: Wannabe a G feat Max
- 2018: We Got Everything con Styles P (album: Beloved)
- 2018: Legendary (album: Karma)
- 2017: Perfect feat Chris Brown (album: Paranoia: A True Story)
- 2017: Paper Chasing feat A$AP Ferg
- 2017: The Real is Back feat Beanie Sigel (album: Kairi Chanel)
- 2017: Slow Down feat Jazzy Amra (album: Kairi Chanel)
- 2017: 30 Niggaz (album: Kairi Chanel)
- 2017: It Was Written (album: Kairi Chanel)
- 2016: Keisha (album: Kairi Chanel)
- 2016: It's Time (album: Kairi Chanel)
- 2016: Type of Time (album: Kairi Chanel)
- 2015: Momma Working (album: Hate Me Now)
- 2015: KD (album: Hate Me Now)
- 2015: Numb (album: Hate Me Now)
- 2015: Around Here (album: Black Rose)
- 2015: The Offering (album: Black Rose)
- 2014: Let it go (album: Black Rose)
- 2014: Broke (album: Black Rose)
- 2013: Gangstas (album: Gemini)
- 2013: Cold